# Striatanus tibetaensis
Striatanus tibetaensis är en insektsart som beskrevs av Li. Striatanus tibetaensis ingår i släktet Striatanus och familjen dvärgstritar. Inga underarter finns listade i Catalogue of Life.